# Asociación Asiática de Hispanistas
La Asociación Asiática de Hispanistas (AAH) es una organización fundada el 26 de agosto de 1986 en la ciudad de Seúl, Corea del Sur. Actualmente su sede reside en Shanghái, China, además está destinada a las diversas actividades y convocatorias cuyo objetivo principal es promover la cultura hispana en el contiene asiático, como el estudio de la lengua y literatura española y sus manifestaciones artísticas y científicas. Además se han realizado congresos organizados en diferentes países de Asia, como presentar proyectos sobre los estudios hispánicos. 
Además, hay países vinculados históricamente con España y que formaron parte del imperio español como las Filipinas, el estado de Sabah en Malasia, norte de Formosa, parte Indonesia y los antiguos territorios del imperio portugués bajo la Casa de Austria. 
Actualmente el español tiene minorías reconocidas, como en las Filipinas ya que este se clasifica también como parte de la hispanidad. En la región de Zamboanga tiene una importante presencia del chabacano, un idioma criollo derivado del español. También tiene importantes minorías por Turquía e Israel. En estos países se habla español y judeoespañol o ladino (variante del español antiguo, hablado por los judíos sefarditas). Además se observa un creciente estudio del idioma en varios países de Oriente Medio (incluyendo Irán), India, China, Japón y entre otros.
Si bien, el español en Asia, es hablado y estudiado por más de 3 millones de personas en el continente, como primer o segundo idioma o como lengua extranjera.
El caso de las Filipinas como país hispánico de Asia, actualmente cuenta con la Academia Filipina de la Lengua Española desde 1924 como pleno derecho y además ha participado en ciertas ocasiones como miembro asociado en la Cumbre Iberoamericana siendo uno de los importantes avances desde el 2009. En la actualidad, la cultura del idioma español en Filipinas está abanderada por el Instituto Cervantes. Una de sus iniciativas a la lectura hizo que, durante marzo y agosto de 2009, el metro de Manila llevara impreso en los trenes los poemas en inglés y español de quince poetas españoles, filipinos y latinoamericanos.
También Japón ha solicitado participar en la Cumbre Iberoamericana, país asiático que también tuvo en su momento contacto con los imperios español y portugués. La enseñanza del idioma español en este país es voluntaria, y además por parte de algunos japoneses existe interés por aprenderlo viéndolo como una de las lenguas europeas más fáciles de aprender para ellos debido a la forma de pronunciar las palabras que el español tiene y es muy similar al japonés.
En los últimos años en China, aproximadamente se estima que unos 25.000 son estudiantes del idioma español, se han inaugurado en Pekín unos 35 centros privados de enseñanza del idioma como lengua extranjera. También en Shanghái y Canton, se han abierto muchos centros de enseñanza.
Se cree además que el español avanza con paso firme para situarse en un futuro más cercano, como segunda lengua extranjera del país, por detrás del inglés.
La progresión del español ha sido una de las más destacada, que los demás idiomas tradicionalmente estudiados en China, como el ruso y el japonés.
El conocimiento del idioma, se debe también a que China tiene buenas relaciones comerciales y diplomáticas con varios países de Hispanoamérica, principalmente aquellos con gobiernos socialistas o de izquierda, denominado Socialismo siglo XXI. Como también la inmigración de hispanoamericanos a China, principalmente dedicados al comercio y la exportación de productos chinos.
El español en la India ha tenido poca difusión, debido a la hegemonía del inglés. Esto se debe a la vinculación histórica que tiene con el Reino Unido. Sin embargo, el centro ha visto un crecimiento de número de matrículas debido al gran interés por el aprender del idioma de Cervantes. Una atracción que sigue sumando gracias a la mayor proyección mundial y a la penetración de algunas compañías españolas en territorio indio. Los estudiantes de español en la India, se debe mayoritariamente a los intereses empresariales, como también a la nueva inmigración hacia Hispanoamérica y Filipinas. Otros lo estudian porque se sienten atraídos por la cultura española y también por la hispanoamericana. Además desde la India, se considera el manejo del idioma español, como una vía de acceso primordial al mercado iberoamericano.
El fenómeno del idioma español como lengua extranjera en Israel de forma voluntaria ha alcanzado tal envergadura que uno se encuentra con estudiantes, dependientes, amas de casa u oficinistas que hablan un correcto español sin haberlo estudiado. Algunas personas asisten más allá e ingresan en alguna de las academias de español que existen en el país. Según Selma Aronovich, profesora del Instituto Cervantes de Tel-Aviv, admite que los aprendices llegan con un nivel oral intermedio y a veces hasta avanzado, pero desconocen la gramática y no tienen ni idea de escribirlo. La enseñanza oficial del idioma español en la currícula de las escuelas secundarias del país, inicia en el año 1983. A partir de dicha fecha todo alumnado goza del derecho de optar, elegir y añadir dicha asignatura a la lista de materias obligatorias que debe cursar para adquirir su diploma de bachillerato. 
En Irán, actualmente cuenta con una red televisiva en español, como la HispanTV, dedicada a proporcionar información y entretenimiento. Comenzó a transmitir sus programas en diciembre de 2011.